# Sort (ort)
Sort är en ort i Spanien.   Den ligger i provinsen Província de Lleida och regionen Katalonien, i den nordöstra delen av landet, 500 km nordost om huvudstaden Madrid. Sort ligger 700 meter över havet och antalet invånare är 2 073.
Terrängen runt Sort är bergig åt nordväst, men åt sydost är den kuperad. Sort ligger nere i en dal. Runt Sort är det mycket glesbefolkat, med 2 invånare per kvadratkilometer. Sort är det största samhället i trakten. I omgivningarna runt Sort växer i huvudsak blandskog.